# Улица Комиссаржевской (Воронеж)
Улица Комиссаржевской — улица в историческом центре Воронежа (Центральный район), начинается от Проспекта Революции и доходит до улицы Революции 1905 года. Протяжённость улицы около 860 метров.

## История

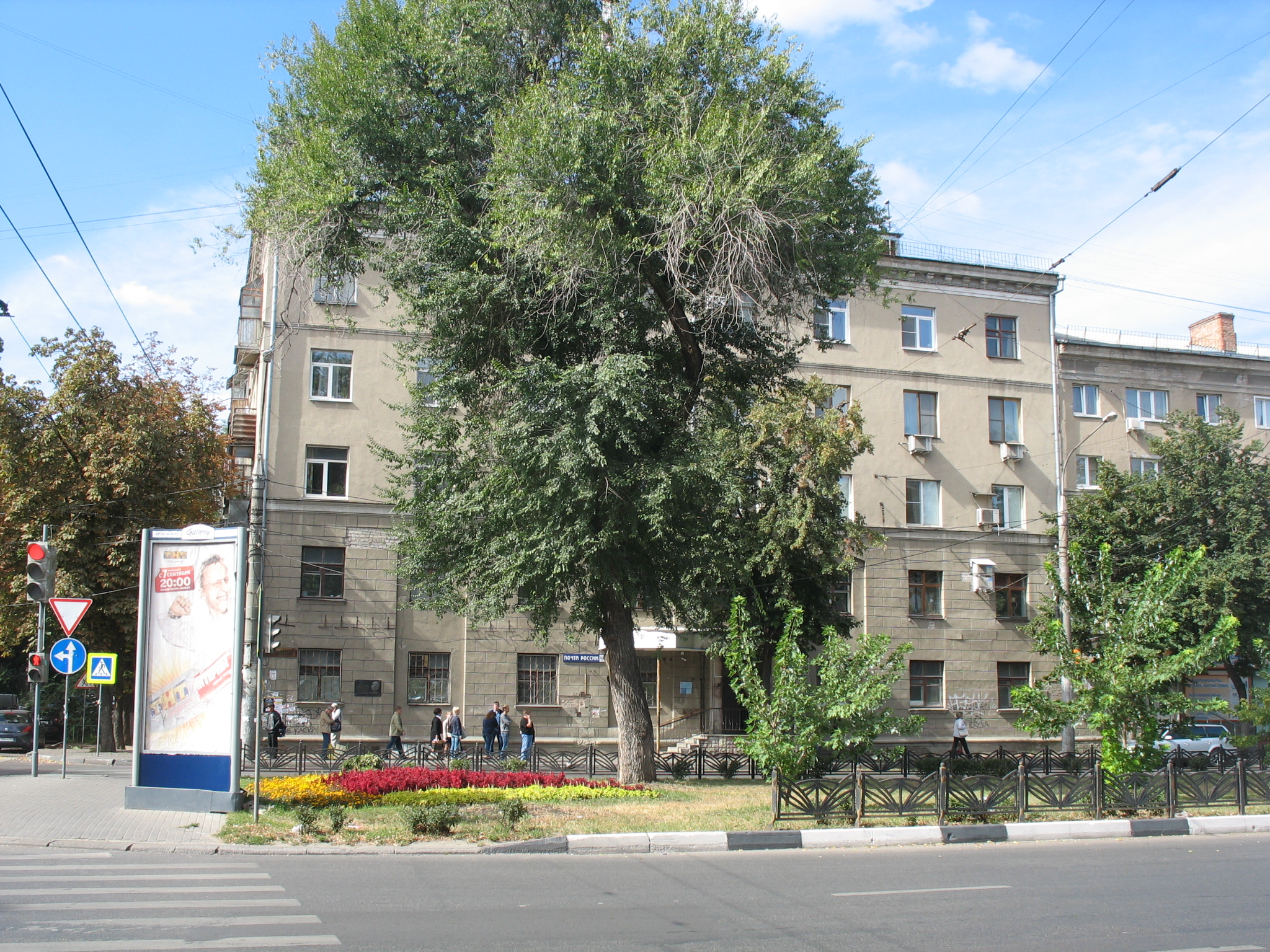
Д. 16, в котором жил композитор К. И. Массалитинов

Проложена согласно генеральному плану 1774 года, составленному комиссией архитектора И. Е. Старова, после катастрофического пожара города в 1773 году.
Во второй четверти XIX века улица была продолжена к границе города (участок между нынешними улицами Никитинской и Революции 1905 года).
Название Тулиновская получила по фамилии местных домовладельцев.
Современное название в честь великой русской актрисы, театрального деятеля и педагога Веры Фёдоровны Комиссаржевской (1864—1910).

## Достопримечательности
д. 2 — Флигель Болдырева (1912 г.), место, где находился дом, в котором родился поэт С. Н. Марин (1776—1813).
д. 3 — Гимназия В. Л. Степанцовой
д. 4 — Дом общества квартирантов-собственников
д. 7 — Место, где находилось здание «Свободного театра» (позднее «Театра вольных мастеров» и «Молодого театра»)
д. 17 — Высшее начальное училище
Дом Плотникова
Сквер Дома культуры Карла Маркса (бывший Сад общественного собрания)

## Известные жители
д. 4 — поэт В. Г. Гордейчев

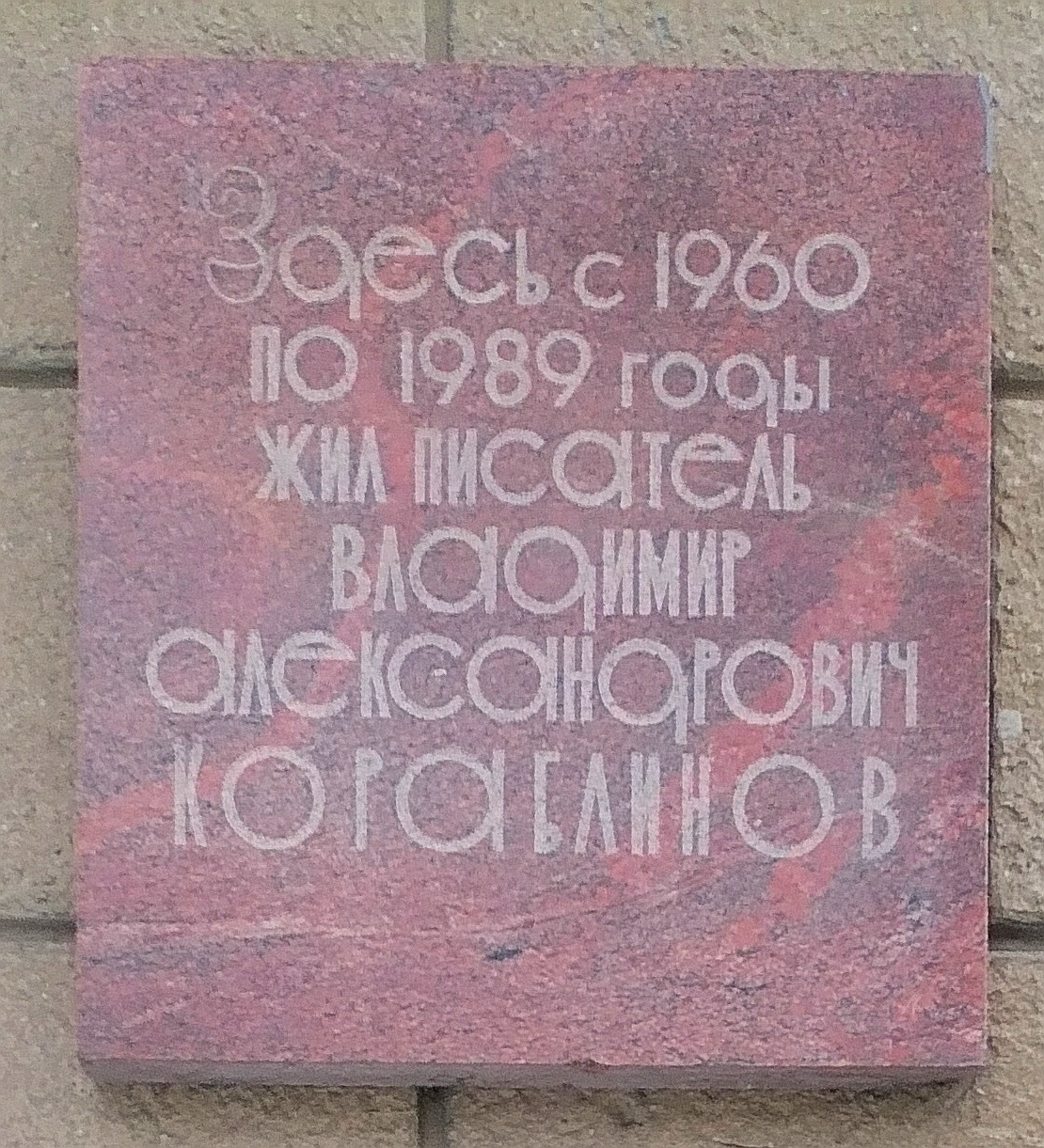
д. 6

д. 16

д. 6А — писатель Н. А. Задонский (мемориальная доска), архитекторы А. В. Миронов и Н. В. Троицкий
д. 16 — писатель В. А. Кораблинов (мемориальная доска)